# Cantone di Bellinzona
Il Cantone di Bellinzona fu un cantone della Repubblica Elvetica.

## Storia
È stata una circoscrizione amministrativa della Repubblica Elvetica, nella quale vennero riuniti i baliaggi di Bellinzona, Leventina, Riviera e Blenio, che in precedenza appartenevano ai cantoni fondatori.
Il cantone aveva un'autonomia molto limitata ed era sottoposto alle pressioni dei partiti del resto della Repubblica.
Alla testa del cantone di Bellinzona fu incaricato il prefetto nazionale Giuseppe Antonio Rusconi, ma nell'ottobre 1801 venne sostituito da Giacomo Antonio Sacchi.
L'atto di Mediazione sancì la soppressione del Cantone di Bellinzona, che insieme al Cantone di Lugano formò il Canton Ticino.